# Anarchy (Lil Tracy)
(Lil Tracy su Twitter)
Anarchy è il primo album in studio del rapper statunitense Lil Tracy, pubblicato il 20 settembre 2019 dalla TORESHI, LLC.

## Antefatti
L'artista ha dichiarato che tutte le canzoni sono state registrate nella camera da letto del suo appartamento a Brooklyn, New York.
Il 15 settembre 2019 Tracy ha rivelato sul suo profilo Twitter che l'album di debutto sarebbe stato dedicato a Lil Peep.
Il 16 settembre l'artista ha annunciato la data d'uscita, fissata per quel venerdì, e la copertina dell'album. Due giorni dopo ha rivelato la tracklist.

## Tracce
Testi di Jazz Butler.
1. Alone In My Castle – 2:32 (musica: EQ Made It, Nadir)
2. Bad For You – 1:58 (musica: 6HOUL)
3. Shame – 3:08 (musica: Callari, Skress)
4. Rich Dropout – 2:12 (musica: Donnie Blaze)
5. Halo – 2:23 (musica: Lukrative, Skress)
6. Tight Rope – 4:05 (musica: EQ Made It, John Luther)
7. Beautiful Nightmare – 3:06 (musica: Lukrative, Nadir)
8. Ghost – 2:12 (musica: Skress)

## Formazione

### Musicisti
- Lil Tracy – voce, testi

### Produzione
- EQ Made It – produzione
- 6HOUL – produzione
- Callari – produzione
- Donnie Blaze – produzione
- Lukrative – produzione
- Nadir – co-produzione
- Skress – produzione, co-produzione
- John Luther – co-produzione
- Dukus – ingegnere missaggio